# Pierre-César Baroni
Pour les articles homonymes, voir Baroni.
Pas d'image ? Cliquez ici
Pierre-César Baroni, né le 13 mars 1953, est un pilote français de Rallye automobile.

## Biographie
Il commence sa carrière en 1973 sur une modeste Renault 8 Gordini.
Son meilleur résultat en WRC est une 5e place en 1996 au Rallye Monte-Carlo avec Denis Giraudet sur Subaru Impreza 555. En 1988 il remporte la catégorie P-WRC du Rallye de Corse avec Michel Rousseau sur Ford Sierra RS Cosworth.
Il est un grand spécialiste du Rallye d'Antibes qu'il a remporté à cinq reprises (record). Il a aussi remporté le Championnat d'Europe des rallyes en 1993 (avec quatre copilotes différents) au volant d'une Lancia Delta, et a terminé 3e trois fois du championnat français (1988, 1989, et 1992) et une fois du championnat d'Europe (1992).
Il raccroche progressivement son casque entre 1999 et 2002, ne s'inscrivant plus alors qu'au... rallye d'Antibes.

## Palmarès
- Victoires en championnat d'Europe (7, et titre en 1993):
  - 1990: 25e Rallye d'Antibes - Rallye d'Azur
  - 1992: 27e Rallye d'Antibes - Rallye d'Azur
  - 1993: 36e Rallye Grasse - Alpin
  - 1993: 24e International Rally Zlatni (copilote Hervé Sauvage, sur Lancia Delta HF Integrale 16v)
  - 1993: 28e Rallye d'Antibes - Rallye d'Azur
  - 1994: 29e Rallye d'Antibes - Rallye d'Azur
  - 1995: 30e Rallye d'Antibes - Rallye d'Azur;

Autres repères chronologiques (7 victoires en championnat de France asphalte):
- 1985 - Vainqueur du Groupe N lors de la toute dernière édition du Tour de France automobile, sur Ford Escort RS Turbo avec Andrée Tabet (5e au classement général);
- 1987 - 4e du championnat de France, sur Ford Sierra RS Cosworth Groupe N;
- 1988 - 3e du championnat de France, sur Ford Sierra RS Cosworth;
- 1989 - 3e du championnat de France, sur Ford Sierra RS Cosworth; vainqueur du Rallye Alsace-Vosges sur Ford Sierra RS Cosworth;
- 1990 - 6e du championnat de France, sur Ford Sierra RS Cosworth; vainqueur du Rallye d'Antibes sur Ford Sierra RS Cosworth;
- 1992 - 3e du championnat d'Europe des rallyes, 3e du championnat de France, sur Lancia Delta Integrale 16v; vainqueur du Rallye d'Antibes et du Rallye du Rouergue, sur Lancia Delta Integrale 16v;
- 1993 - Champion d'Europe des rallyes sur Lancia Delta Integrale 16v (3 victoires - l'un de ses copilotes est alors Denis Giraudet); 7e du championnat de France; vainqueur du Rallye Grasse-Alpin, du Rallye d'Antibes, et du Rallye du Var, sur Lancia Delta HF Integrale 16v;
- 1994 - 7e du championnat de France; vainqueur du Rallye d'Antibes sur Ford Escort RS Cosworth;
- 1995 - Vainqueur du Rallye d'Antibes sur Lancia Delta HF Integrale 16v (D2 alors, et championnat d'Europe).